# Vieuxville
Vieuxville (en wallon Vîveye ou Vîhevèye) est une section de la commune belge de Ferrières, située en Région wallonne dans la province de Liège.
C'était une commune à part entière avant la fusion des communes de 1977. Sy, Logne et Palogne font partie de cette commune. Vieuxville se trouve au confluent de la Lembrée et de l'Ourthe.

## Démographie
- Sources:INS, Rem:1831 jusqu'en 1970=recensements, 1976= nombre d'habitants au 31 décembre

## Patrimoine et culture

### Patrimoine architectural et sites
L'ancienne commune de Vieuxville compte — sur un territoire pourtant réduit — de nombreuses curiosités historiques.

#### Cimetière mérovingien
On a découvert à Vieuxville un cimetière mérovingien riche de 190 tombes recouvrant une période allant du début du Ve siècle au milieu du VIIe siècle. C'est l'un des plus anciens cimetières mérovingiens de Wallonie. La plupart des objets découverts sont exposés au musée du château fort de Logne situé à la ferme de la Bouverie.

#### Château fort de Logne
Le dernier kilomètre du cours de la Lembrée est quasiment parallèle avec celui de l'Ourthe. Entre ces vallées encaissées, un étroit éperon rocheux a permis la construction du château fort de Logne, bastion haut-perché, protégeant autrefois les limites de la Principauté de Stavelot-Malmédy. Il fut détruit le 1er mai 1521 par les troupes de l’Empereur Charles Quint. Le château se visite ainsi que des souterrains et un espace médiéval où plane la légende de La gatte d'or.

#### Chapelle romane

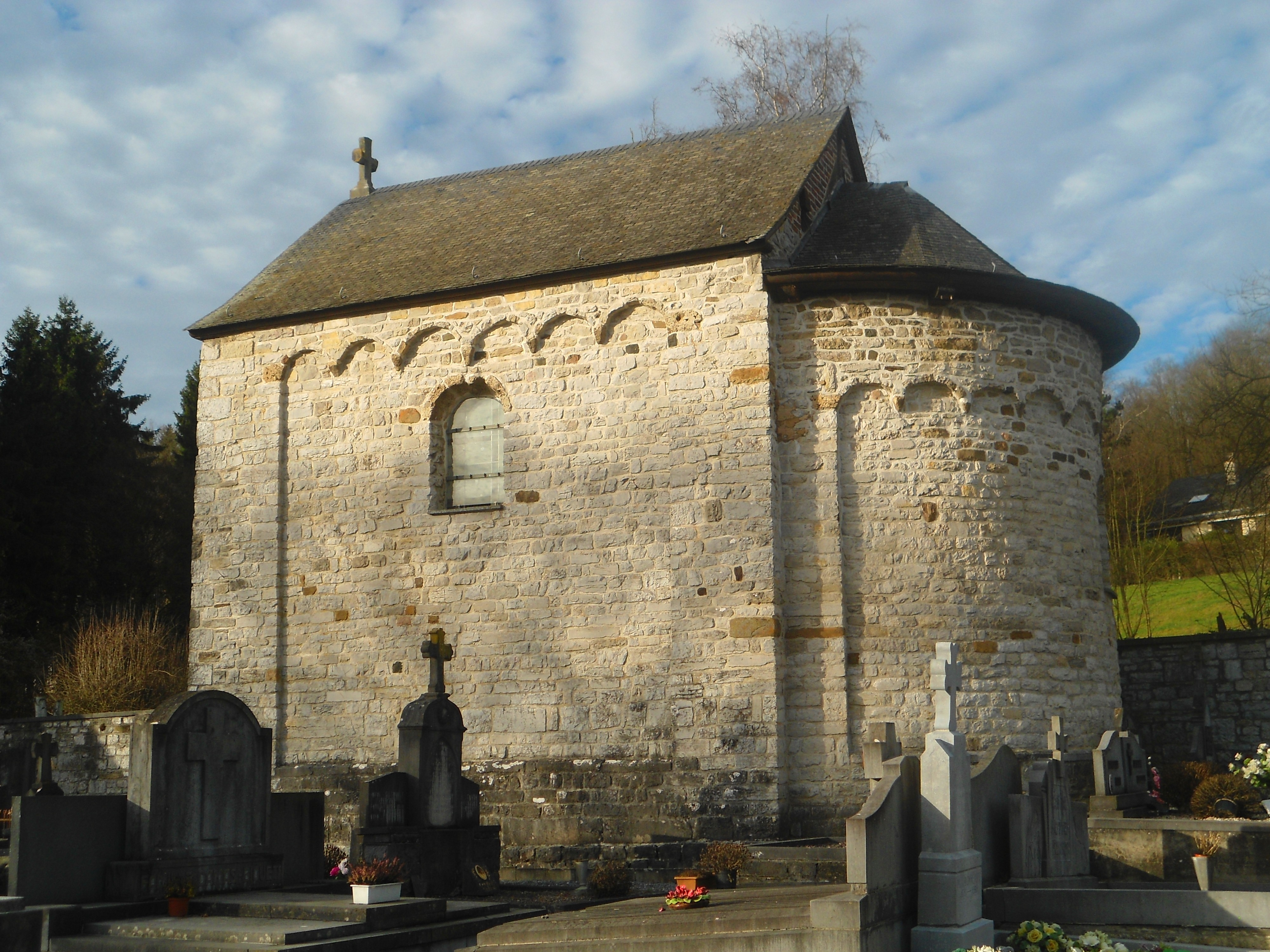
Chapelle romane de Vieuxville

L'ancienne église datant du XIIe siècle partiellement détruite à la fin du XIXe siècle a conservé son chœur qui se trouve dans le cimetière actuel. Devenue chapelle romane de Vieuxville, elle est reprise sur la liste du patrimoine exceptionnel de la Région wallonne pour la qualité de ses peintures murales.

#### Ferme de la Bouverie

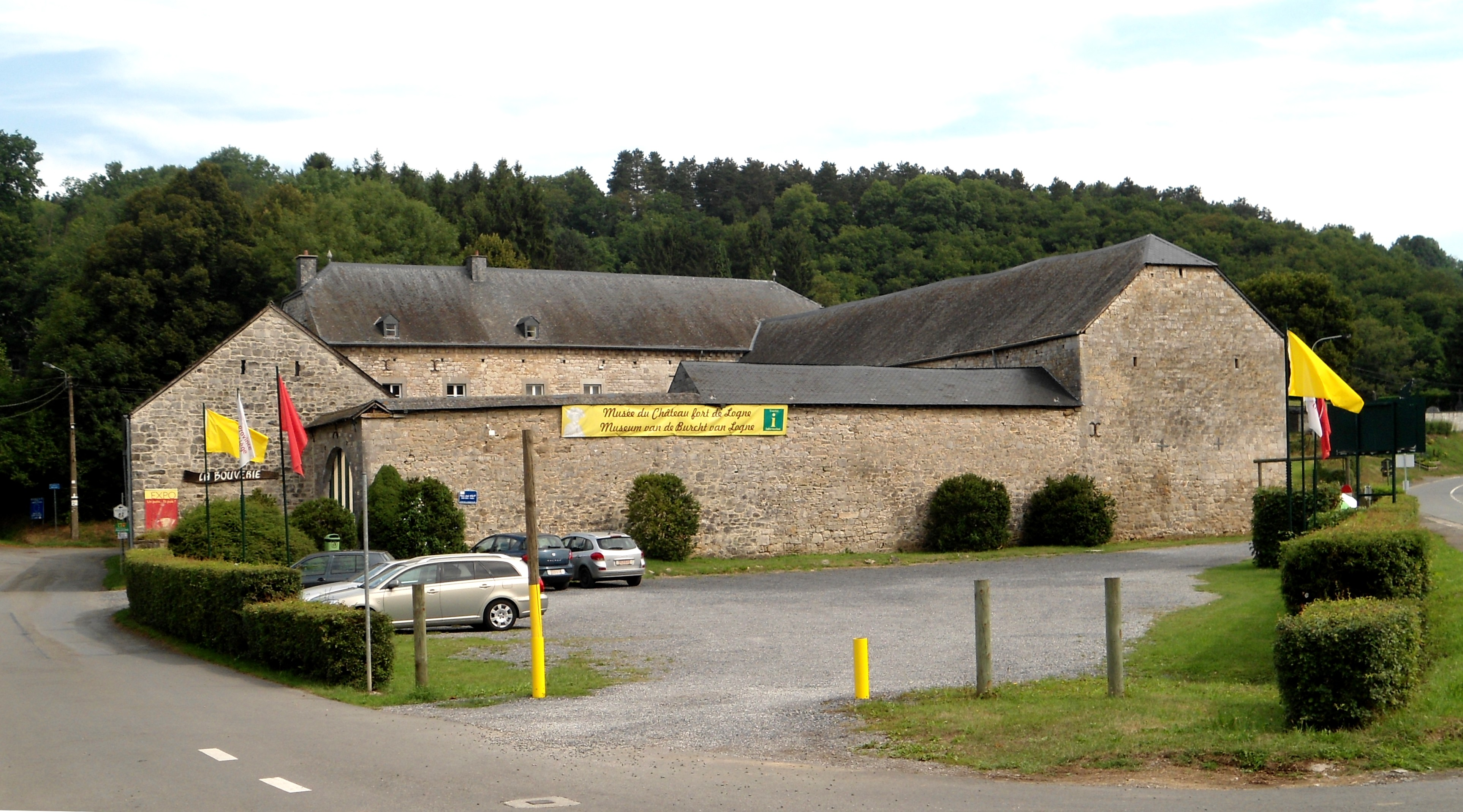
Ferme de la Bouverie. Musée du château fort de Logne

Non loin de l'église de Vieuxville, le long de la route de Liège, se trouve l'imposante ferme en carré de la Bouverie qui appartenait à l'abbaye de Stavelot. Cette ferme est mentionnée depuis le XVIe siècle mais sa construction est sous doute antérieure. On y trouve le musée du château fort de Logne ainsi qu'une riche collection d'objets (verreries, poteries) découverts lors des fouilles du cimetière mérovingien.

#### Ferme de Palogne
Le village de Vieuxville est traversé par la Lembrée, qui se jette dans l'Ourthe au niveau de la ferme de Palogne. Cet endroit est très prisé par les touristes amateurs de randonnée (une passerelle sur l'Ourthe conduit au RAVeL 5), de pêche et de descente en kayak.